# Toad (software)
TOAD es una aplicación informática de desarrollo SQL y administración de base de datos, considerada una herramienta útil para los DBAs (administradores de base de datos). Actualmente está disponible para las siguientes bases de datos: Oracle Database, Microsoft SQL Server, IBM DB2, y MySQL.

## Sistemas operativos soportados y versiones
Se ejecuta en todas las plataformas Windows de 32 bits y 64 bits, incluidas Windows 95, 98, NT, 2000, y XP. Los requisitos de hardware son mínimos. Para conectividad por parte del backend es necesario Oracle 32-bit/64-bits SQL*Net y Oracle versión 7.3.4 o posteriores.
No hay soporte para ningún entorno ajeno a Microsoft. Para esos casos, una variante de código abierto de TOAD que es independiente de la plataforma es llamada TOra.

## Historia
Debe su nombre a las siglas de 'Tool for Oracle Application Developers' ya que en sus inicios ésta era la única base de datos con la que trabajaba.